# Dixeia dixeyi
Dixeia dixeyi is een vlindersoort uit de familie van de Pieridae (witjes), onderfamilie Pierinae.
Dixeia dixeyi werd in 1904 beschreven door Neave.